# Asaphomorpha peyrierasi
Asaphomorpha peyrierasi är en skalbaggsart som beskrevs av Marc Lacroix 1989. Asaphomorpha peyrierasi ingår i släktet Asaphomorpha och familjen Melolonthidae. Inga underarter finns listade.